# Rainer Bonhof
Rainer Bonhof (ur. 29 marca 1952 w Emmerich am Rhein) – niemiecki piłkarz, pomocnik. Mistrz świata z roku 1974.
Karierę piłkarską zaczynał w małym klubie z rodzinnego miasta, w 1970 przeniósł się do Borussii Mönchengladbach, gdzie występował przez osiem sezonów. W tym czasie rozegrał 231 spotkań (42 gole) i zdobył cztery tytuły mistrzowskie (1971, 1975–1977), Puchar Niemiec w 1973 oraz Puchar UEFA (1975). W latach 1978–1980 był piłkarzem hiszpańskiej Valencii, gdzie zdobył Puchar Hiszpanii (1979) oraz Puchar Zdobywców Pucharów (1980). Po powrocie do Niemiec występował w 1. FC Köln (1980–1983) oraz berlińskiej Herthcie (1983).
W reprezentacji Niemiec debiutował 26 maja 1972 w meczu z ZSRR. Do 1981 rozegrał w kadrze 53 spotkania i strzelił 9 bramek. W 1974 był członkiem mistrzowskiej drużyny RFN - w drugiej części turnieju zastąpił w podstawowej jedenastce Bernharda Cullmanna. Wywalczył srebrny medal na ME 76, dwukrotnie (72, 80) znajdował się w kadrze mistrzów Europy, jednak nie zagrał w turniejach finałowych ani minuty. Brał także udział w MŚ 78.
Po zakończeniu kariery piłkarskiej pracował jako trener, m.in. niemieckiej kadry B i młodzieżówki. Obecnie jest wiceprezydentem Borussii Mönchengladbach.